# Pobeda (Baixkíria)
|  | Per a altres significats, vegeu «Pobeda». |

Pobeda (en rus: Победа) és un poble de Baixkíria, a Rússia, que en el cens del 2010 tenia 71 habitants. Pertany al districte d'Arkhànguelskoie.